# Don Black (låtskrivare)
För andra betydelser, se Don Black.
Donald Blackstone, född 21 juni 1938 i London och känd under sitt artistnamn Don Black, är en engelsk låtskrivare. Hans produktion inkluderar låttexter till ett stort antal musikaler, filmer och TV-serier. Han har samarbetat med kompositörer som John Barry, Charles Strouse, Matt Monro, Andrew Lloyd Webber, Quincy Jones, Hoyt Curtin, Lulu, Jule Styne, Henry Mancini, Meat Loaf, Michael Jackson, Elmer Bernstein, Michel Legrand, Hayley Westenra, A. R. Rahman, Marvin Hamlisch och Debbie Wiseman.
Black är kanske mest känd för sitt samarbete med Andrew Lloyd Webber. Han är även känd för låtarna han skrivit ihop med John Barry till James Bond-filmerna Åskbollen, Diamantfeber och Mannen med den gyllene pistolen.